# كتاب المقبرة
كتاب المقبرة (بالإنجليزية: The Graveyard Book)‏؛ رواية من الأدب الفانتازي، كتبها الروائي الإنجليزي نيل غيمان، ونُشِرت في العام 2008. حازت الرواية على جائزة نيوبري بوصفها أفضل كتاب للأطفال.

## الفكرة وتطورها
حصل غايمان على فكرة القصة عام 1985، عندما رأى ابنه مايك ذي السنتين «يقود دراجته حول المقبرة» بالقرب من منزلهم في إيست غرينستيد غرب ساسكس. اعتقد غايمان عندما استحضر في ذهنه مدى ارتياح ابنه هناك أنه «ربما يستطيع كتابة شيئًا شبيهًا بكتاب الأدغال تدور أحداثه في مقبرة». عندما شرع غايمان في الكتابة، قرر أنه «كاتب غير جيد بما فيه الكفاية بعد» وقد توصل إلى هذا الاستنتاج كل عدة سنوات. لكنه نشرها في النهاية عام 2008.
يُعد كل فصل من فصولها الثمانية قصة قصيرة، والزمن بين كل قصة وأخرى عامين، بالتزامن مع نضج الشخصية الرئيسية. تتشابه بعض الفصول مع عمل الكاتب روديارد كبلينغ عام 1894. على سبيل المثال، يتشابه فصل «كلاب الله» مع قصة «مطاردة كا»

## الحبكة
تبدأ القصة عندما يقتل جاك (يُشار إليه في الرواية عادةً «الرّجل جاك») أغلب أفراد العائلة (يتضح فيما بعد أنها عائلة دوريان) باستثناء طفلٍ صغير في الطابق العلوي. يتسلق الطفل الصغير سريره من دون علم القاتل ليستكشف ما يحدث. يزحف الطفل الصغير خارج المنزل إلى أعلى التلة حيث توجد المقبرة، وهناك تجده الأشباح. يتناقشون فيما بينهم عمّا إن كان عليهم الاحتفاظ به، إلى أن يظهر شبح سيدة رمادية (ملاك الموت ضمنيًا) وتشير إلى وجوب الاحتفاظ بالطفل («يجب على الميّت عمل الخير»). تقبل الأشباح بالأمر، وتصبح السيدة أوينز (الشبح الذي اكتشف الطفل لأول مرة) وزوجها السيد أوينز والداه بالتبني. يُسمي الطفل نوبادي (لا أحد) أوينز (لأنّ السيدة أوينز أكّدت «أنه لا يشبه أحدًا سوى نفسه») ويمُنح الحرية من المقبرة، وهذا يعني السماح لنوبادي بالمرور عبر الأجسام الصلبة عندما يكون في المقبرة، بما في ذلك بوابتها. يقبل الوصي سيلاس (يتضح لاحقًا أنه كان مصاص دماء شرير قديم في السابق، وقد تاب الآن) واجب الاعتناء بنوبادي. أقنع سيلاس الرجل جاك بأنّ الطفل الصغير زحف إلى التل، وقد فقد أثره في النهاية.
يتحدث الكتاب في مجمله عن مغامرات نوبادي (دُعي غالبًا بود) داخل المقبرة وخارجها أثناه نموه. صادق فتاة تُدعى سكارليت بيركنز عندًا كان صبيًا، وقد أقنعتها أمها في نهاية الأمر أنّ صديقها كان خياليًا. يكتشفان سويًا مخلوقًا يُدعى سلير، الذي كان ينتظر «سيده» لآلاف من السنين ليأتي ويسترجعه. مهمة سلير الأساسية هي حماية سيده وكنزه من العالم. يعتقد والدا سكارليت أنها اختفت أثناء هذه المغامرة، وعند عوتها تقرر العائلة الانتقال إلى إسكتلندا.  قبض الغيلان مرة على نوبادي، ثم أطلقت سراحه مدرّسته الآنسة لوبيسكو، ويكتشف أنها كلبة الله (على سبيل المثال: مستذئبة). يصادق بود إليزابيث هيمبستوك، شبح العرّافة التي أُعدمت ظلمًا، بسبب مغامرة صغيرة يخطفها أثناءها مالك مكتب رهونات طماع، لأنها خدعته وسرقت شاهدة قبر لأجلها. يحاول بود في مرة ما الالتحاق بمدرسة ابتدائية تضم اطفالًا بشريين آخرين، لكن ينتهي هذا بكارثة عندما يجعل اثنين من المتنمرين عدم لفت الأنظار إليه مستحيلًا. يكتسب بود في تجاربه قدرات خارقة، مثل الاختفاء (يسمح لبود أن يتحول إلى الشكل غير المرئي فقط إن لم يكن أحد ينظر إليه) والمطاردة (يُسمح لبود أن يُشعر الناس بالقلق، على الرغم من إمكانية تضخيم هذه القدرة ليرعبهم) والتجول في الأحلام (الدخول إلى أحلام الآخرين والتحكم بها، إلّا أنه لا يمكنه أذيتهم جسديًا). علَّم والدي بود المحبين في المقبرة هذه القدرات له، بالإضافة إلى مدرّس الأشباح السيد. بينيوورث، وأيضًا سايلس.

## مراجه
1. ↑   http://www.thehugoawards.org/hugo-history/2009-hugo-awards/. {{استشهاد ويب}}: |url= بحاجة لعنوان (مساعدة) والوسيط |title= غير موجود أو فارغ (من ويكي بيانات) (مساعدة)
2. ↑   https://www.ala.org/awardsgrants/awards/15/all_years. {{استشهاد ويب}}: |url= بحاجة لعنوان (مساعدة) والوسيط |title= غير موجود أو فارغ (من ويكي بيانات) (مساعدة)
3. ↑  "Neil Gaiman Interview: The Graveyard Book". Scottish Book Trust. مؤرشف من الأصل في 2019-04-25. اطلع عليه بتاريخ 2009-02-23.
4. ↑  Motoko، Rich (26 يناير 2009). "'The Graveyard Book' Wins Newbery Medal". The New York Times. مؤرشف من الأصل في 2019-04-25. اطلع عليه بتاريخ 2009-02-23.
5. ↑  Grossman، Lev (26 يوليو 2007). "Geek God". Time Magazine. مؤرشف من الأصل في 2013-08-24. اطلع عليه بتاريخ 2009-02-23.
6. ↑  Schneider، Dean (مارس 2010). "It Takes a Graveyard to Raise a Child". Book Links. ج. 19 ع. 3: 6–8.

## وصلات خارجية
- كتاب المقبرة على موقع الموسوعة البريطانية (الإنجليزية)